# Телемачта KWTV (Оклахома-Сити)
Телемачта KWTV (известная также под названием Griffin Television Tower Oklahoma или Телемачта Griffin Oklahoma) — самое высокое сооружение мира с 1954 по 1956 годы, являлась анкерной мачтой высотой 480,5 метров для передачи радиопрограмм в диапазоне УКВ в Оклахома-Сити, Оклахома, США.

## История
Построенная в 1954 году мачта стала высочайшим сооружением мира, опередив по высоте Эмпайр-стейт-билдинг. Башня была оснащена несколькими уровнями двойных растяжек для защиты от сильных ветров. В 1956 году возведённая в Кэпроке, штат Нью-Мексико, башня KOBR-TV, опередила по высоте телемачту KWTV. 
Башня была демонтирована в 2015 году.